# Pasqualino Abeti
Pasqualino Abeti (Correggio, 2 de abril de 1948-24 de febrero de 2024) fue un atleta italiano especializado en la prueba de 4 × 100 m, en la que consiguió ser medallista de bronce europeo en 1971.

## Carrera deportiva
En el Campeonato Europeo de Atletismo de 1971 ganó la medalla de bronce en los relevos 4x100 metros, con un tiempo de 39.7 segundos, llegando a meta tras Checoslovaquia (oro) y Polonia (plata).